# Alfredo Vara
Alfredo Vara (Benavente, Zamora, 14 de agosto de 1950-La Coruña, 25 de mayo de 2018) fue un periodista español, subdirector de La Voz de Galicia y director en funciones de Diario 16. 

## Biografía
Licenciado en Magisterio y Periodismo por la Universidad Complutense de Madrid. Inició su carrera profesional como periodista en la Hoja del Lunes de Orense, y en las emisoras de Radio Popular y Radio Orense.
Antes de obtener la licenciatura en periodismo, entró en 1974 como ayudante de redacción en La Voz de Galicia. Tras licenciarse, trabajó como redactor y delegado del periódico en Orense (1983-1997).  Desde allí, pasó a ser redactor jefe de Nacional e Internacional en la sede central del diario. Entre enero y marzo de 1998 fue director en funciones de Diario 16, una vez que el Grupo La Voz compró la cabecera de Diario 16. En 2001 fue nombrado subdirector de Organización de La Voz de Galicia, ocupando dicho cargo hasta su jubilación.
Tras su jubilación, continuó colaborando en La Voz de Galicia, como columnista. Falleció de manera inesperada, a los 67 años, a causa de un infarto.